# 电感耦合等离子体

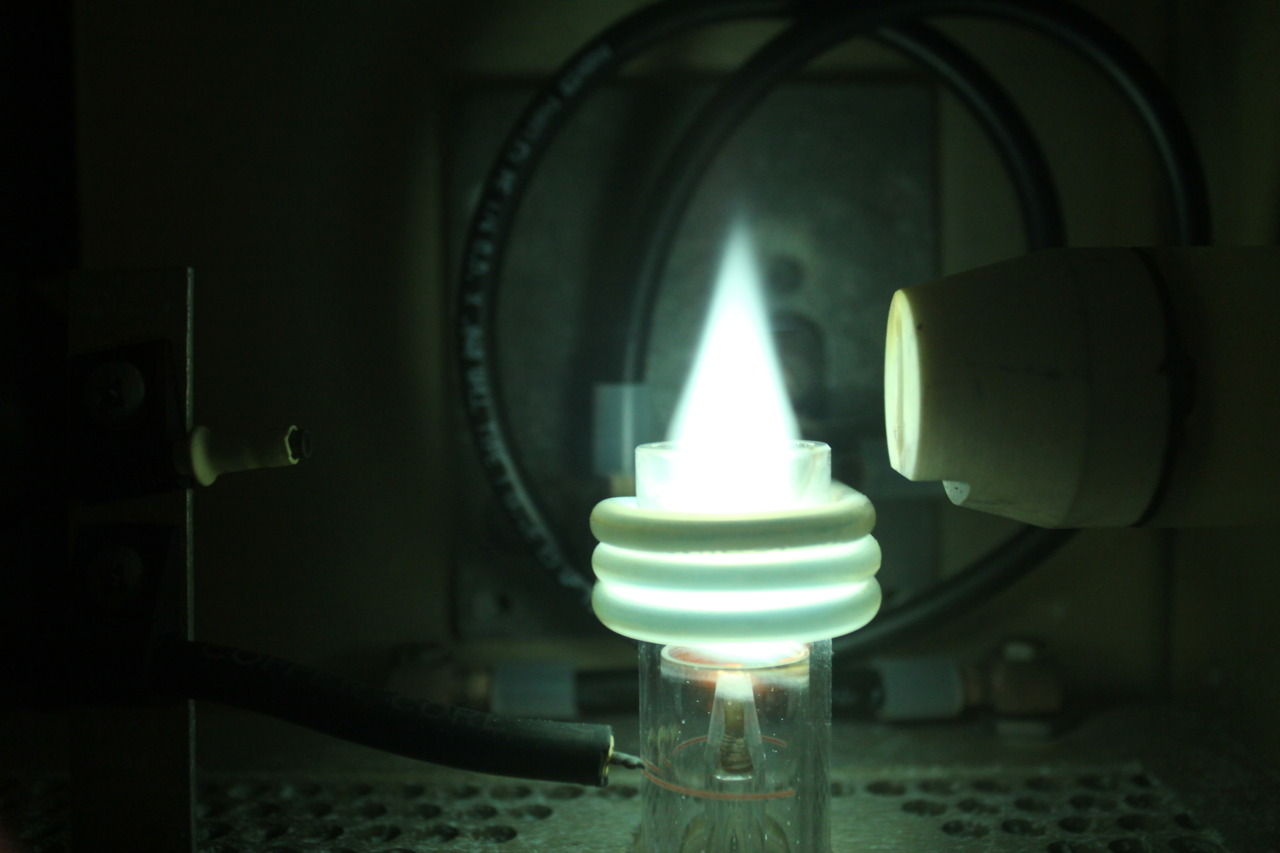
图 1. 一个电感耦合等离子体火炬

电感耦合等离子体（英語：Inductively Coupled Plasma，縮寫：ICP）是一种通过随时间变化的磁场电磁感应产生电流作为能量来源的等离子体源。

## 分类

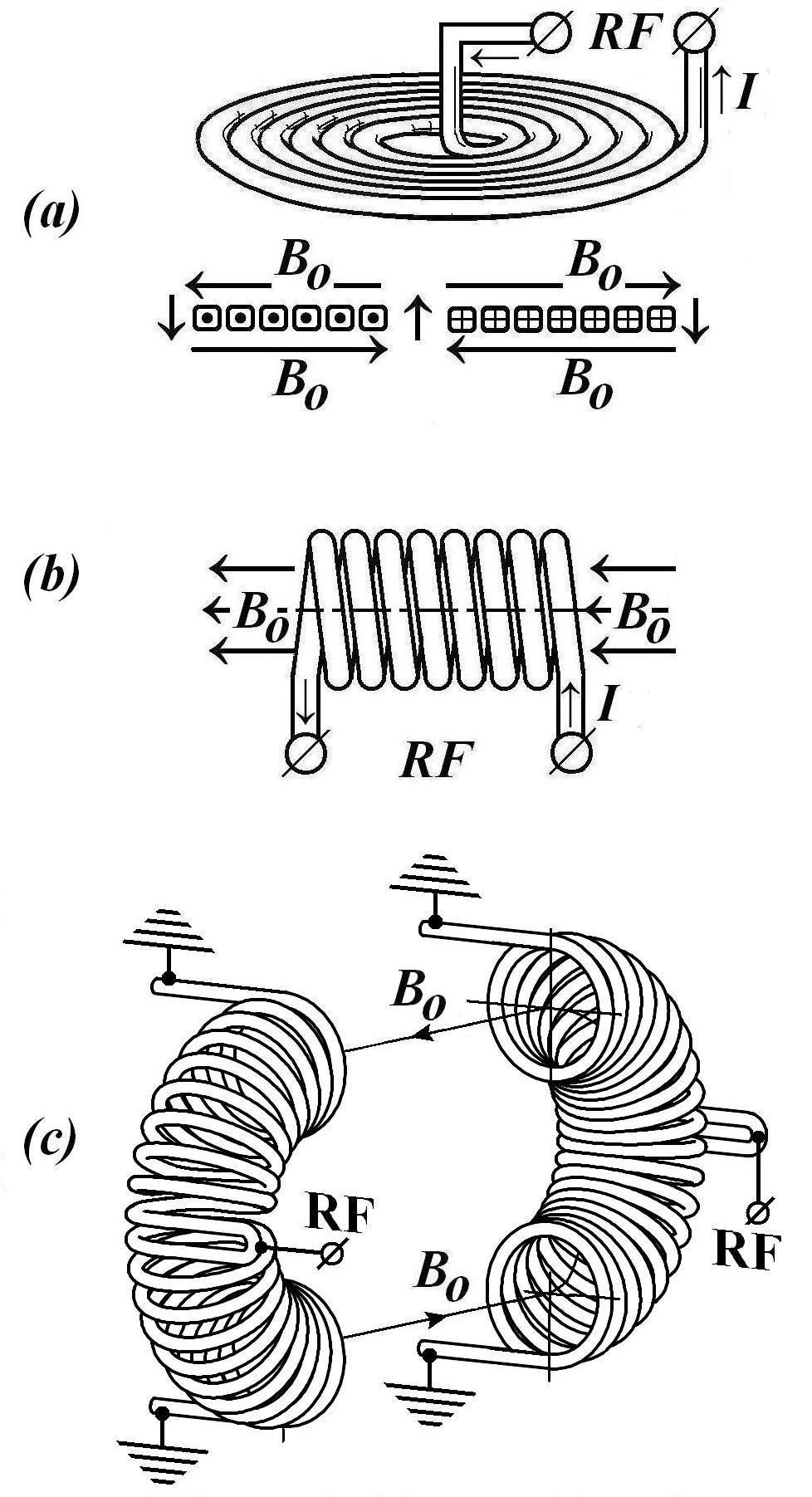
图 2. 三种ICP发生装置

如图2，总共有三种不同的ICP供能装置。

## 应用
ICP源的用途著有要四种：
1. 用于等离子体光谱诊断：通过分析ICP源的光谱来分析等离子体原子组分，参见电感耦合等离子体原子发射光谱（ICP-AES）；
2. 电感耦合等离子质谱分析技术：作为质谱分析的离子源，分析组分（ICP-MS）；
3. 用于反应离子刻蚀：通过ICP源产生低温等离子体，刻蚀材料表面，改变材料的物理与化学性质(ICP-RIE)；
4. 气相沉积薄膜技术（rf-ICP）。